# Holomitrium xolocotzianum
Holomitrium xolocotzianum är en bladmossart som beskrevs av H. Crum 1952. Holomitrium xolocotzianum ingår i släktet Holomitrium och familjen Dicranaceae. Inga underarter finns listade i Catalogue of Life.